# 木祖村
木祖村（日语：／ Kiso mura */?）是位于長野縣木曾郡的一個村。